# 洛杉矶歌剧院
洛杉矶歌剧院（英語：Los Angeles Opera）是一家成立于1986年且常驻于美国加利福尼亚州洛杉矶的一家歌劇团，是美国的第四大歌剧团。该团的演出驻地设在洛杉磯音樂中心的多萝西·钱德勒大厅。相较于美国同时期的歌剧院，洛杉矶歌剧院的成立时间较晚，是美国最主要的年轻剧团之一，被认为是“歌剧新潮”的代表。

## 历史

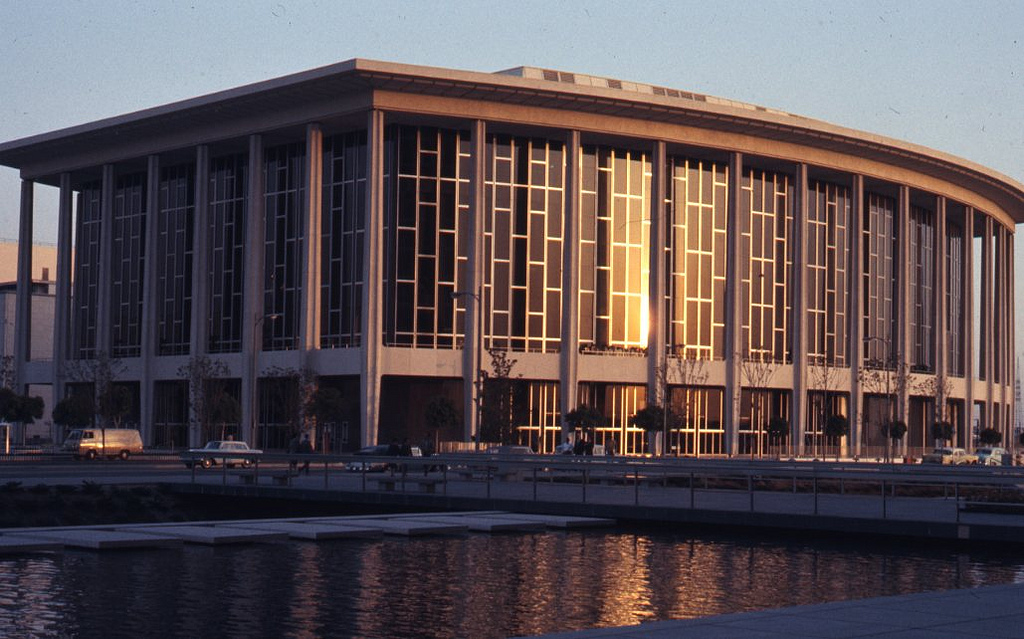
多萝西·钱德勒大厅

洛杉矶的歌剧事业起步较晚，该市在20世纪初尚未拥有一个完备的且常驻于洛杉矶的歌剧公司。洛杉矶此前有过类似艾比、舍弗尔和格劳和圣卡洛歌剧院公司这样的歌剧公司在该地进行巡演。1924年，旧金山歌剧院的创始人、意大利指挥家葛塔诺·麦若拉在洛杉矶建立了旧金山歌剧院的姊妹歌剧公司，洛杉矶大歌剧协会（Los Angeles Grand Opera Association），该协会在同年演出了翁貝托·焦爾達諾的歌剧《安德烈·谢尼埃》。二十年代的洛杉矶大歌剧协会发展良好，并且拥有足够的资金与像尼侬·凡琳这样的歌唱家进行合作，直到大萧条爆发，该歌剧公司在1934年被迫关闭。

洛杉矶歌剧院的前身是1948年成立的洛杉矶市民大歌剧院（Los Angeles Civic Grand Opera），在家具制造商弗朗西斯科·佩斯（Francesco Pace）的资助下，该剧院于20世纪50年代在比佛利山的一座教堂里演出了《弄臣》。该剧院于1964年首次在多萝西·钱德勒大厅演出。

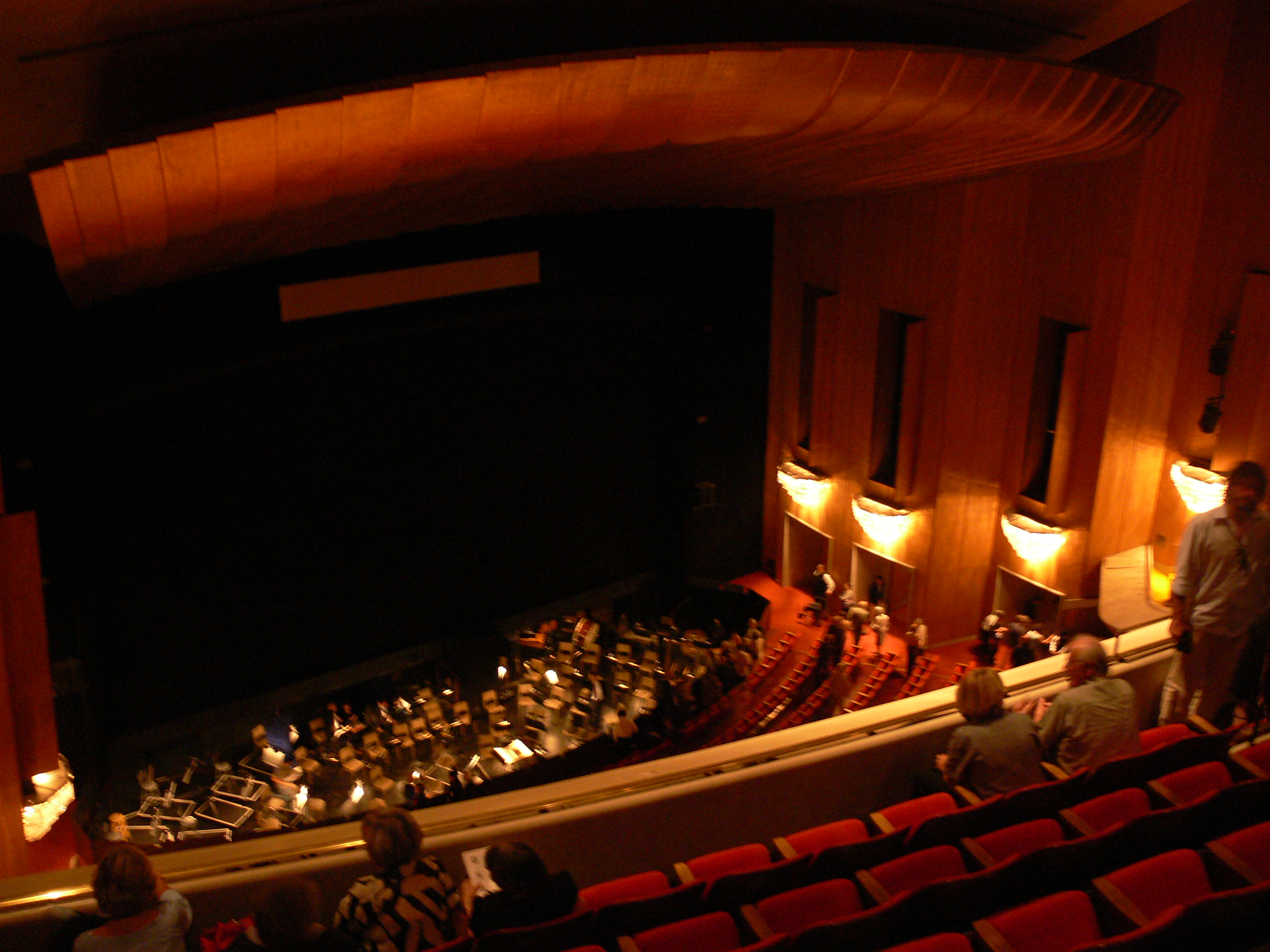
多萝西·钱德勒大厅内景

1967年至1979年之间，美国女高音貝弗利·希爾斯常作客于洛杉矶市民大歌剧院，加深了同时期同旧金山歌剧院和大都会歌剧院的合作。1966年，男高音普拉西多·多明哥首次在洛杉矶演出《唐·罗德里戈》。在1984年夏季奥林匹克运动会期间，英国皇家歌劇院曾在此期间于多萝西·钱德勒大厅演出《图兰朵》、《彼得·格赖姆斯》以及《魔笛》。洛杉矶市民大歌剧院在1966年加入了音乐中心歌剧协会，其历史在1982年结束。
普拉西多·多明哥及其他合伙人计划在洛杉矶奥运会后建立一支新的且属于洛杉矶的歌剧院，也正是现如今的洛杉矶歌剧院。1984年，他们聘请了当时久负盛名的歌剧团管理员彼得·海明斯任洛杉矶歌剧院的总监，而普拉西多·多明哥则负责承担艺术顾问的角色。1986年，洛杉矶歌剧院首演了由普拉西多·多明哥主演的歌剧《奧泰羅》。此后，利昂娜·米切尔主演了普契尼的《蝴蝶夫人》，玛利亚·尤茵主演了理查·史特勞斯的《莎樂美》。

## 外部連結
- 洛杉矶歌剧院官方网站 （页面存档备份，存于）
- 音乐中心官方网站 （页面存档备份，存于）